# Ешлі Реєс
Ешлі Рейєс (англ. Ashley Reyes, нар. 24 квітня 1995, Нью-Йорк, США) — американська акторка, відома за ролями Корделії  у телесеріалі «Американські боги» та Кессі Перез у телесеріалі «Вокер».

## Біографія
Рейес виросла в Коммак, штат Нью-Йорк, де вона відвідувала середню школу Коммак. Вона продовжила вивчати акторську майстерність у Лондонській академії музики та драматичного мистецтва, яку закінчила в 2016 році. Вона отримала сертифікат зі сценічного бою Британської академії драматичного бою.

## Кар'єра
У жовтні 2019 року Рейес взяли на звичайну роль у третьому сезоні телесеріалу Starz «Американські боги»». У листопаді 2020 року її взяли на роль у комедійному фільмі жахів «Вбивці». У серпні 2021 року її призначать на повторювану роль у телесеріалі «Як я зустріла вашого батька», перш ніж приєднатися до телесеріалу «Вокер» у другому сезоні, замінивши Ліндсі Морган після її відходу.
У жовтні 2023 року її взяли разом із Майклом Шенноном і Євою Лонгорією в чорному комедійному фільмі «Мертвий хлопець», зйомки якого завершилися під час страйку SAG-AFTRA у 2023 році згідно з тимчасовою угодою.

## Особисте життя
Про особисте життя акторки нічого не відомо.

## Фільмографія
| Рік       |   | Українська назва            | Оригінальна назва            | Роль        |
| --------- | - | --------------------------- | ---------------------------- | ----------- |
| 2007      | ф | Where God Left His Shoes    | Де Бог залишив свої черевики | Дитина      |
| 2014      | ф | Ніч наступила               | Night Has Settled            | Дейзі       |
| 2021      | с | Американські боги           | American Gods                | Корделія    |
| 2022      | ф | Вбивці                      | Slayers                      | Наталі      |
| 2022—2023 | с | Як я зустріла вашого батька | How I Met Your Father        | Ханна       |
| 2022—2024 | с | Вокер                       | Walker                       | Кессі Перез |
| 2025      | с | Ірраціональний              | The Irrational               | Вікторія    |